# 长茎金耳环
长茎金耳环（学名：Asarum longerhizomatosum）为马兜铃科细辛属的植物，是中国的特有植物。分布在中国大陆的广西等地，生长于海拔200米的地区，常生于林间空地，目前尚未由人工引种栽培。

## 别名
金耳环（广西南宁） 一块瓦（广西东兴）